# Stephenseniellus serraticornis
Stephenseniellus serraticornis är en kräftdjursart som först beskrevs av Just och Wilson 2006.  Stephenseniellus serraticornis ingår i släktet Stephenseniellus och familjen Paramunnidae. Inga underarter finns listade i Catalogue of Life.